# 린 헌트
린 에이버리 헌트(영어: Lynn Avery Hunt, 1945년 11월 16일~)는 미국의 역사학자이다. 현재 캘리포니아 대학교 로스앤젤레스의 현대 유럽사 교수(유진 웨버 교수)이다. 헌트의 전문 분야는 프랑스 혁명이지만 젠더와 같은 주제에 대한 유럽 문화사 연구로도 유명하다. 헌트의 2007년 작품인 Inventing Human Rights는 인권의 역사에 대한 가장 포괄적인 분석으로 알려져 있다. 헌트는 2002년 미국 역사 협회 회장을 역임했다.

## 생애
파나마의 파나마시티에서 태어나 미네소타주 세인트폴에서 성장한 헌트는 칼턴 칼리지에서 학사(1967)를 받고 스탠퍼드 대학교에서 석사(1968) 및 박사(1973) 학위를 받았다. UCLA에 오기 전에 그녀는 버클리 캘리포니아 대학교 (1974-1987)와 펜실베이니아 대학교 (1987-1998)에서 학생들을 가르쳤다.
캘리포니아 대학교 로스앤젤레스에서 교편을 잡은 후 프랑스와 유럽의 역사를 가르치고 있다. 전문 연구 분야는 프랑스 혁명, 젠더 역사, 문화사 및 역사학이다. 현재 연구 프로젝트에는 예술가 베르나르 피카르의 275개 판화와 함께 7권에 등장한 비교 종교에 대한 18세기 초 작업에 대한 공동 연구가 있다.

## 저서
- 《프랑스 혁명기의 정치, 문화, 계급》(Politics, Culture, and Class in the French Revolution, 1984)
- 《신문화사》(The New Cultural History, 1989)
- 《프랑스 혁명의 가족 로망스》(The Family Romance of the French Revolution, 1992)
- 《인권의 발명》(Inventing Human Rights, 2007)